# Hong Jong-hyun
Đây là một tên người Triều Tiên, họ là Hong.
Hong Jong-hyun (tiếng Hàn: 홍종현; Hán-Việt: Hồng Tông Huyền) sinh ngày 2 tháng 2 năm 1990) là một diễn viên, người mẫu Hàn Quốc. Anh được biết đến với vai diễn trong bộ phim truyền hình Vampire Idol, Jeon Woo-chi, Dating Agency: Cyrano, và Her Lovely Heels.

## Điện ảnh

### Phim truyền hình
| Năm  | Tiêu đề                                        | Vai trò         | Kênh     |
| ---- | ---------------------------------------------- | --------------- | -------- |
| 2009 | Heading to the Ground                          | Hong Kyung-rae  | MBC      |
| 2010 | Oh! My Lady                                    | Kim Jin-ho      | SBS      |
| 2010 | Jungle Fish 2                                  | Min Ho-soo      | KBS2     |
| 2011 | Drama Special: White Christmas                 | Lee Jae-kyu     | KBS2     |
| 2011 | Chiến binh Baek Dong-soo                       | Vua Yi San      | SBS      |
| 2011 | Vampire Idol                                   | Jong-hyun       | MBN      |
| 2012 | Wild Romance                                   | Seo Yoon-yi     | KBS2     |
| 2012 | Hero                                           | Jang Kyung-ho   | OCN      |
| 2012 | Dear You                                       | Go Jin-se       | jTBC     |
| 2012 | Jeon Woo-chi                                   | Seo Chan-hwi    | KBS2     |
| 2013 | Dating Agency: Cyrano                          | Moo-jin         | tvN      |
| 2014 | Her Lovely Heels                               | Oh Tae-soo      | SBS Plus |
| 2014 | Drama Special "The Reason I'm Getting Married" | Lee Joon-ki     | KBS2     |
| 2014 | Mama                                           | Gu Ji-sub       | MBC      |
| 2016 | Moon Lovers - Scarlet Heart: Ryeo              | Wang Yo         | SBS      |
| 2017 | The King Loves                                 | Wang Rin/Soo In | MBC      |
| 2019 | My Absolute Boyfriend                          | Ma Wang Joon    | SBS      |
| 2019 | Mother of Mine                                 | Han Tae-joo     | KBS      |

### Phim
| Năm  | Tiêu đề                  | Vai trò        | Ghi chú                        |
| ---- | ------------------------ | -------------- | ------------------------------ |
| 2008 | Lovers                   |                | Phân đoạn: "Hey Tom"           |
| 2008 | A Frozen Flower          | Geon Ryong-wie |                                |
| 2009 | One Step More to the Sea | Joon-seo       |                                |
| 2010 | Ghost (Be With Me)       | Jae-young      | Phân đoạn: "Tarot 2. Attached" |
| 2014 | Alice                    | Kim Hwan       |                                |
| 2014 | Police Family            | Han Chul-soo   |                                |

### Chương trình thực tế
| Năm  | Tiêu đề                                             | Kênh        | Ghi chú                      |
| ---- | --------------------------------------------------- | ----------- | ---------------------------- |
| 2008 | Hip My Life                                         | ETN         |                              |
| 2008 | SNSD Factory Girl                                   | Mnet        | chương trình người mẫu       |
| 2009 | Now is the Era of Flower Boys                       | MBC Every 1 |                              |
| 2010 | Chart No.5                                          | OnStyle     |                              |
| 2012 | Wide Entertainment News                             | Mnet        |                              |
| 2012 | Battle Between Women Who Cook and Men Who Never Die | QTV         | với Kim Woo-bin              |
| 2012 | Strong Heart                                        | SBS         | Khách mời, tập 148           |
| 2012 | Show! K Music                                       | MBN         | MC                           |
| 2013 | Real Mate: in Gold Coast, Australia                 | QTV         | với Kim Young-kwang          |
| 2013 | Style Log                                           | OnStyle     | MC với Lee Soo-hyuk          |
| 2013 | Petorialist                                         | OnStyle     | MC với Goo Ha-ra, JeA        |
| 2014 | Style Log                                           | OnStyle     | MC, với Nana và Jo Min-ho    |
| 2014 | Our Neighborhood Arts and Physical Education        | KBS2        | Khách mời                    |
| 2014 | We Got Married Mùa 4                                | MBC         | Với Yura(Girl's Day)         |
| 2015 | Running Man                                         | SBS         | Khách mời, tập 230; 243; 314 |

### Music video
| Năm  | Ca khúc                   | Ca sĩ                       |
| ---- | ------------------------- | --------------------------- |
| 2008 | "I Hurt That Person"      | Epitone Project             |
| 2008 | "This Is Not a Love Song" | Sentimental Scenery         |
| 2013 | "Rewind"                  | Double K feat. Michelle Lee |
| 2013 | "Falling in Love"         | 2NE1                        |
| 2014 | "No Answer"               | Hong Dae-kwang              |

### Đại sứ thương hiệu
| Năm  | Tên sản phẩm         | Ghi chú                                                  |
| ---- | -------------------- | -------------------------------------------------------- |
| 2011 | Calvin Klein         | với Yoo In-na                                            |
| 2013 | Lotte Soleimn 설레임 | với Lee Yu-bi                                            |
| 2014 | Jill by Jill Stuart  | với Kim Young-kwang                                      |
| 2014 | us n them            | 어스앤뎀(us n them) X 홍종현 2014 Fall/winter Collection |
| 2014 | New Balance          | 2014 S/S Wild Flower Pack                                |
| 2014 | Yoger Presso         | chính anh                                                |

## Chương trình thời trang
- 2007-2008 MVIO Spring/Summer collection
- 2008 Seoul Fashion Week Spring/Summer collection
- 2008 Seoul Fashion Artists Association (SFAA) Spring/Summer collection
- 2008 Tommy Hilfiger
- 2008 Seoul Fashion Week Fall/Winter collection
- 2008 Marc by Marc Jacobs Fall/Winter collection
- 2009 Seoul Fashion Week Spring/Summer collection
- 2009 Seoul Fashion Week Fall/Winter collection
- 2010 Jardin de Chouette Fall/Winter collection
- 2010 Seoul Fashion Week Fall/Winter collection
- 2012 Seoul Fashion Week Spring/Summer collection
- John Varvatos, Kai-aakmann

## Giải thưởng và đề cử
| Năm  | Giải thưởng                    | Thể loại                                | Đề cử          | Kết quả   |
| ---- | ------------------------------ | --------------------------------------- | -------------- | --------- |
| 2011 | Korea Best Dresser Swan Awards | Trang phục xuất sắc, thể loại người mẫu | —              | Đoạt giải |
| 2014 | MBC Entertainment Awards       | Ngôi sao mới của năm                    | We Got Married | Đoạt giải |
| 2014 | MBC Drama Awards               | Diễn viên mới xuất sắc                  | Mama           | Đề cử     |

## Liên kết
- Hong Jong-hyun trên Cyworld

- Hong Jong-hyun trên Instagram
- Hong Jong-hyun trên HanCinema
- Hong Jong-hyun trên IMDb